# Washington Court House
Washington Court House – miasto w Stanach Zjednoczonych, w stanie Ohio, siedziba administracyjna hrabstwa Fayette.